# 平野大和
平野 大和（ひらの やまと、2001年8月7日 - ）は、 宮崎県宮崎市出身のプロ野球選手（外野手）。右投右打。

## 経歴

### プロ入り前
兄の影響から小学2年生から軟式野球を始め、中学から中高一貫校である日章学園中学校・高等学校に進学し、同校の野球部の1期生として入部した。
高校では1年生の夏から左翼手のスターティングメンバーとして出場。2年生の秋には、秋季宮崎大会の準決勝において、左膝に自打球を当てて剥離骨折と診断されるも、秋季九州大会では痛み止めの薬を飲みながら出場し、春の選抜出場を果たした。3年生春の第91回選抜高等学校野球大会に4番・中堅手として出場するが、習志野高等学校に敗れた。3年生の夏の第101回全国高等学校野球選手権宮崎大会では、2回戦で都城工業高等学校に敗退し、2季連続の甲子園出場はならなかった。中学・高校での同期に深草駿哉がいる。
2019年10月17日に行われたプロ野球ドラフト会議にて、オリックス・バファローズから育成ドラフト4位で指名され、11月21日に宮崎市内で入団交渉を行い、支度金330万円、年俸240万円（金額は推定）で契約合意に達した。背番号は004。

### オリックス時代
2020年1月7日、前年の12月24日に左手舟状骨骨折偽関節手術および骨移植術を受けたと発表された。この年はウエスタン・リーグで8試合に出場した、打率.083（12打数1安打）を記録した。
2021年は、ウエスタン・リーグで32試合に出場し、打率.241（83打数20安打）、4打点を記録した。
2022年は、2月22日に行われた千葉ロッテマリーンズとの練習試合（SOKKENスタジアム）で、土肥星也から公式戦・非公式戦含めて"プロ初本塁打"を放った。ウエスタン・リーグでは、51試合の出場で打率.231（104打数24安打）、4本塁打、11打点を記録した。
2023年は、7月25日までにウエスタン・リーグで19試合に出場し、打率.268を記録。同26日に支配下登録された。背番号は68。同年10月30日、球団から戦力外通告を受け、同時に、球団から育成契約を打診される見込みであることも報じられた。その後、11月7日からの高知秋季キャンプに参加した。12月7日には、育成選手として再契約したことが発表された。背番号は再び004に戻った。
2024年は二軍でも1試合の出場にとどまり、10月3日に2年連続で戦力外通告を受けた。

## 選手としての特徴
50メートル走5秒8の俊足と高校通算20本塁打を記録する。

## 詳細情報

### 年度別打撃成績
| 年 度     | 球 団      | 試 合 | 打 席 | 打 数 | 得 点 | 安 打 | 二 塁 打 | 三 塁 打 | 本 塁 打 | 塁 打 | 打 点 | 盗 塁 | 盗 塁 死 | 犠 打 | 犠 飛 | 四 球 | 敬 遠 | 死 球 | 三 振 | 併 殺 打 | 打 率 | 出 塁 率 | 長 打 率 | O P S |
| --------- | ---------- | ----- | ----- | ----- | ----- | ----- | -------- | -------- | -------- | ----- | ----- | ----- | -------- | ----- | ----- | ----- | ----- | ----- | ----- | -------- | ----- | -------- | -------- | ----- |
| 2023      | オリックス | 4     | 5     | 5     | 1     | 1     | 0        | 0        | 0        | 1     | 0     | 0     | 0        | 0     | 0     | 0     | 0     | 0     | 2     | 0        | .200  | .200     | .200     | .400  |
| 通算：1年 | 通算：1年  | 4     | 5     | 5     | 1     | 1     | 0        | 0        | 0        | 1     | 0     | 0     | 0        | 0     | 0     | 0     | 0     | 0     | 2     | 0        | .200  | .200     | .200     | .400  |

- 2024年度シーズン終了時

### 年度別守備成績
| 年 度 | 球 団      | 外野  | 外野  | 外野  | 外野  | 外野  | 外野     |
| 年 度 | 球 団      | 試 合 | 刺 殺 | 補 殺 | 失 策 | 併 殺 | 守 備 率 |
| ----- | ---------- | ----- | ----- | ----- | ----- | ----- | -------- |
| 2023  | オリックス | 4     | 0     | 0     | 0     | 0     | ----     |
| 通算  | 通算       | 4     | 0     | 0     | 0     | 0     | ----     |

- 2024年度シーズン終了時

### 記録
初記録
- 初出場・初打席・初安打：2023年7月30日、対北海道日本ハムファイターズ16回戦（エスコンフィールドHOKKAIDO）、9回表に小田裕也の代打で出場、玉井大翔から二塁内野安打[24]

### 背番号
- 004（2020年 - 2023年7月25日、2024年）
- 68（2023年7月26日 - 同年終了）